# C&F éditions
C&F éditions est une maison d’édition française créée à Caen (France) en 2003 par Hervé Le Crosnier et Nicolas Taffin. Le projet éditorial est centré sur la culture numérique et sa critique.

## Catalogue
Le rythme de publication est d'environ deux à trois ouvrages par an. En 2022, le catalogue comprend plus de cinquante titres. C&F éditions publie notamment des auteurs réputés tels que Stéphane Bortzmeyer, Dominique Boullier, Danah Boyd, Olivier Ertzscheid, Mizuko Itō, Henry Jenkins, Xavier de La Porte, Helen Nissenbaum, Tristan Nitot, Thomas Paine, Zeynep Tüfekçi, Fred Turner.
Les ouvrages sont souvent collectifs.

## Organisation, modèle économique et modèle éditorial
L’entreprise comprend deux salariés en 2021. Hervé Le Crosnier assure la présidence et Nicolas Taffin la direction générale. Les ouvrages sont fabriqués avec InDesign et en HTML et CSS avec Paged.js. La version numérique des livres y est « vue comme une “édition de poche”, c’est-à-dire qui rend le contenu accessible aux personnes ayant moins de moyens financiers. » et diffusée sous « licence “édition équitable” pour garantir ces droits aux lecteurs, tout en demandant la réciprocité : faire circuler entre amis sans inonder le monde entier. »

## Une maison d'édition engagée et militante
La maison d'édition ambitionne « d'équilibrer les intervenants hommes et femmes, originaires de l'hémisphère Nord comme du Sud ».
Le livret Vecam - 25 ans au service de l'internet citoyen argumente que C&F éditions aurait contribué, en liaison avec Vecam, à l'émergence de la question des communs en France, et à l'action démocratique dans les questions scientifiques. Le développement de C&F éditions serait lié à la structuration d'organisations citoyennes grâce à l'internet, et à l'évolution des relations internationales dans un contexte de généralisation des technologies numériques : notamment l'apparition d'une société civile mondiale connectée.